# Ugena
Ugena község Spanyolországban, Toledo tartományban. Ugena Carranque, Serranillos del Valle, Cubas de la Sagra, Casarrubuelos és Illescas községekkel határos. Lakosainak száma 5802 fő (2024).

## Népesség
A település népessége az utóbbi években az alábbiak szerint változott:
| Lakosok száma | 1563 | 2630 | 4473 | 5170 | 5260 | 5357 | 5297 | 5411 | 5615 | 5802 |
|               | 2001 | 2004 | 2007 | 2009 | 2012 | 2014 | 2017 | 2019 | 2022 | 2024 |